# Cerastium nutans
Cerastium nutans är en nejlikväxtart som beskrevs av Constantine Samuel Rafinesque. Cerastium nutans ingår i släktet arvar, och familjen nejlikväxter.

## Underarter
Arten delas in i följande underarter:
- C. n. nutans
- C. n. obtectum

## Bildgalleri

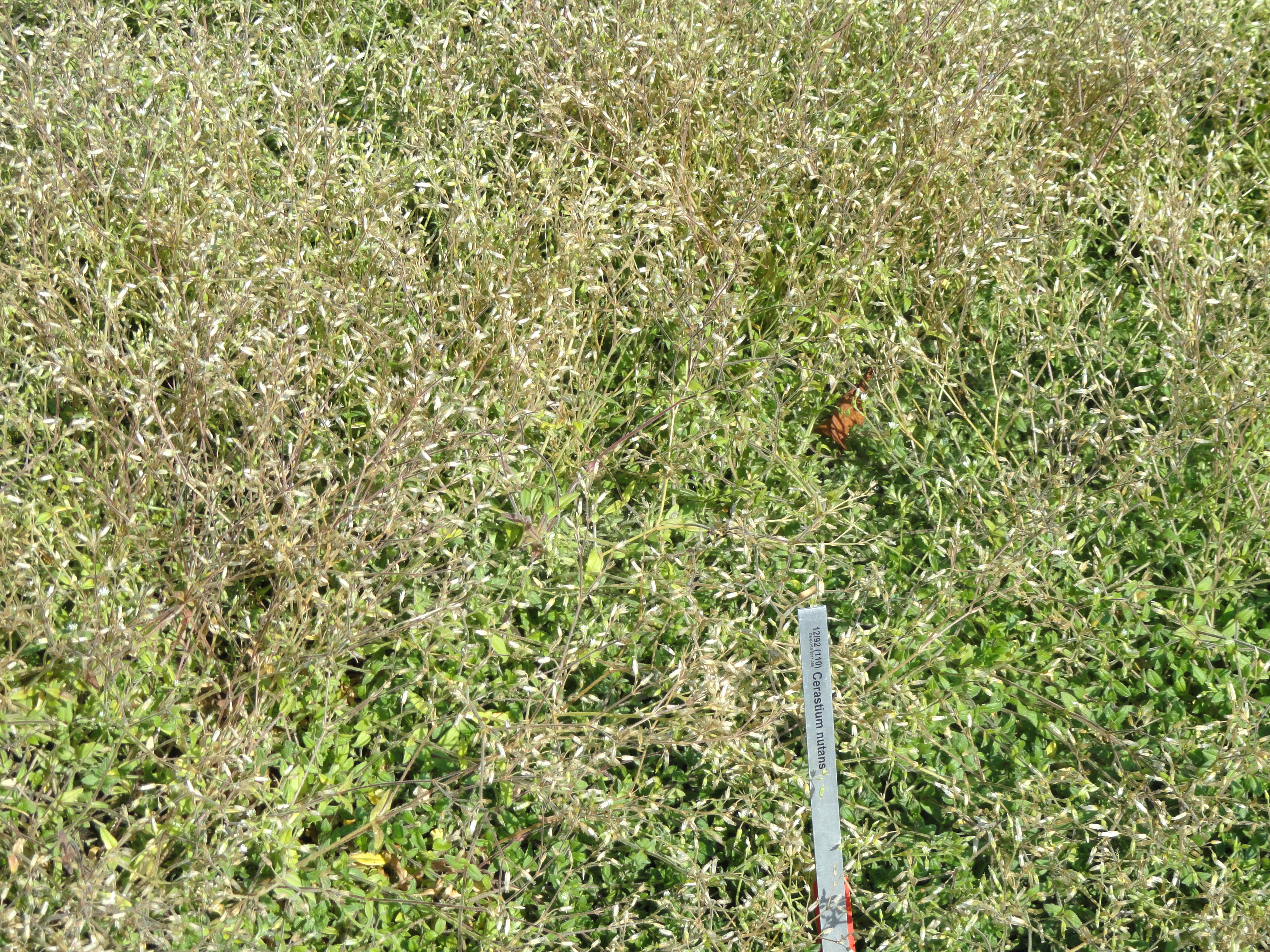